# Ted Rosenthal
Ted Rosenthal (Great Neck, New York, 1959. ?  –) amerikai dzsesszzongorista.

## Pályakép
Tanulmányok: Manhattan School of Music, The New School és a  Juilliard School hallgatója volt. Ugyanitt oktató 2006 óta. Kiemelkedő zenésztársai: Gerry Mulligan, Art Farmer, Phil Woods, Bob Brookmeyer, Jon Faddis, James Moody, Lennie Tristano, Wynton Marsalis, Mark Murphy, Ann Hampton Callaway, ...

## Albumok
- Ted Rosenthal at Maybeck (Concord, 1994)

### Arkadia Jazz All Stars
- Thank You, Gerry!
- Thank You, John!

### Szólólemez: 1994
1. It's All Right with Me
2. Long Ago (and Far Away)
3. Lennie's Pennies
4. Better You Than Me
5. You're a Joy
6. Jesu, Joy of Man's Desiring
7. Drop Me a Line
8. 117th Street
9. Gone with the Wind
10. Hallucinations
11. You've Got to Be Modernistic

## Díjak
- Grammy-díj jelölt volt 1998-ban.